# Hemshyttan
Hemshyttan este o arie protejată (arie de protecție specială avifaunistică — SPA) din Suedia întinsă pe o suprafață de 28 ha, integral pe uscat.

## Localizare
Centrul sitului Hemshyttan este situat la coordonatele 60°03′18″N 15°40′52″E / 60.0551°N 15.6812°E.

## Înființare
Situl Hemshyttan a fost declarat arie de protecție specială avifaunistică în iulie 2000 pentru a proteja 4 specii de animale.

## Biodiversitate
Situată în ecoregiunea boreală, aria protejată nu include niciun habitat protejat.
La baza desemnării sitului se află mai multe specii protejate de  păsări (4): cocoșul de mesteacăn (Bonasa bonasia), ciocănitoare neagră (Dryocopus martius), ciuvică (Glaucidium passerinum), cocoșul de mesteacăn (Tetrao tetrix tetrix).